# Malöga församling
Malöga församling var en församling  i Skara stift i nuvarande Vänersborgs kommun. Församlingen uppgick tidigt i Västra Tunhems församling.

## Administrativ historik
Församlingen har medeltida ursprung och uppgick tidigt i Västra Tunhems församling.